# Вычисление координат пересечений кругов равных высот светил

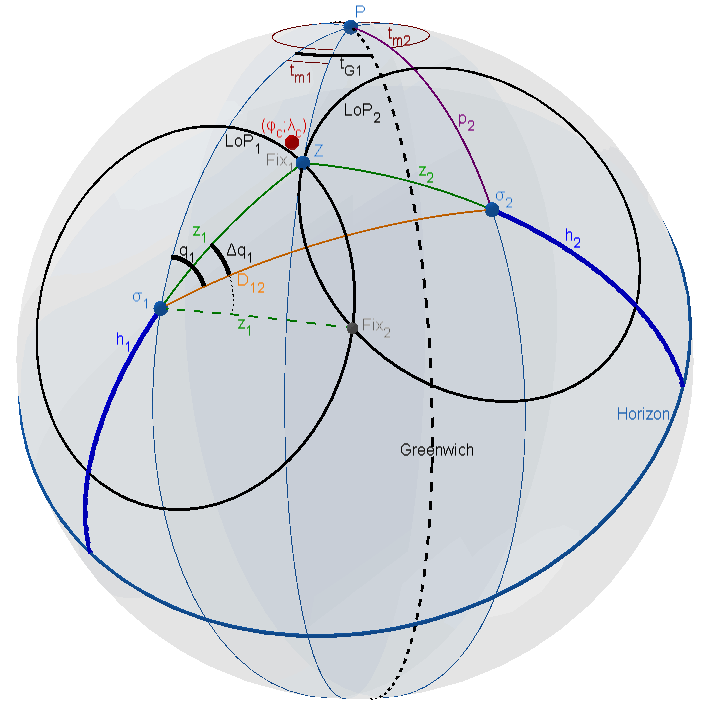
P — полюс мира, Z — зенит наблюдателя, Horizon — горизонт наблюдателя. σ_{1} и σ_{2} — светила, h_{1}, h_{2} — их наблюдённые высоты, t_{m1} и t_{m2} — их местные часовые углы. Greenwich — гринвичский меридиан, t_{G1} — гринвичский часовой угол первого светила. LoP_{1} и LoP_{2} — круги равных высот светил (или высотные линии положения, ВЛП). Точки Fix_{1} и Fix_{2} пересечений ВЛП — возможные местоположения наблюдателя согласно обсервации. Точка (φ_{c};λ_{c}) — место согласно счислению.

Вычисление координат точек пересечения кругов равных высот светил — предложенный Гауссом аналитический метод определения географических координат местоположения наблюдателя по измеренным высотам двух светил и их склонениям и часовым углам, без графических построений на карте. Используется в астрономической навигации наряду с методом Сомнера и методом переносов (метод Сент-Илера). В случае невозможности определить время наблюдения метод позволяет, тем не менее, вычислить географическую широту местоположения наблюдателя.
В общем случае данный метод не требует знания счислимого места, {\displaystyle (\varphi _{c};\lambda _{c})}, так как обсервация третьего светила позволяет устранить неоднозначность определения места по первым двум. Если пронаблюдать третье светило невозможно, для решения неоднозначности рекомендуется измерить азимуты наблюдаемых светил, чтобы сравнить их с вычисленными для обеих точек пересечения. Приемлема точность взятия азимутов ±10°.

## Исходные данные
Для некоторого момента времени {\displaystyle UT_{o}} наблюдением получены высоты двух светил над горизонтом, {\displaystyle h_{o1}} и {\displaystyle h_{o2}} соответственно. Также, из альманаха, выяснены относящиеся к этому моменту их склонения, {\displaystyle \delta _{1}} и {\displaystyle \delta _{2}}; и гринвичские часовые углы, {\displaystyle t_{G1}} и {\displaystyle t_{G2}}. Северное склонение и восточная долгота считаются положительными величинами, южное склонение и западная долгота — отрицательными, в вычислениях соблюдать соглашение о знаках величин обязательно.
Если выбранными светилами являются звёзды, у которых величины склонений и прямых восхождений можно принять неизменными в течение суток, вместо гринвичских часовых углов допустимо использовать выраженные в угловой мере значения их прямых восхождений, {\displaystyle \alpha }, или звёздные дополнения, {\displaystyle \tau ^{\star }}. В этом случае географическая широта местоположения наблюдателя вычисляется без знания точного момента времени наблюдения светил.

## Ход вычислений
Рассмотрим параллактические треугольники {\displaystyle PZ\sigma _{1}} и {\displaystyle PZ\sigma _{2}}, где {\displaystyle P_{N}} — северный полюс мира, {\displaystyle \sigma _{1}} и {\displaystyle \sigma _{2}} — наблюдаемые светила, {\displaystyle Z} — зенит наблюдателя. {\displaystyle z_{1}=90^{\circ }-h_{o1}} и {\displaystyle z_{2}=90^{\circ }-h_{o2}} — зенитные расстояния светил.
На первом этапе вычислений (определение широты) требуется величина часового угла между светилами, {\displaystyle \Delta t}, которая в случае наблюдения планет, Солнца или Луны должна быть получена из их гринвичских часовых углов:
{\displaystyle \Delta t=t_{G2}-t_{G1}}
При наблюдении звёзд эта величина может быть получена из значений их прямых восхождений:
{\displaystyle \Delta t=15^{\left[{\frac {\circ }{h}}\right]}\cdot (\alpha _{2}^{[h]}-\alpha _{1}^{[h]})}
Из звёздных дополнений:
{\displaystyle \Delta t=\underbrace {(t_{G}^{\curlyvee }+\tau _{2}^{\star })} _{t_{G2}}-\underbrace {(t_{G}^{\curlyvee }+\tau _{1}^{\star })} _{t_{G1}}=\tau _{2}^{\star }-\tau _{1}^{\star }}
Действительные величины гринвичских часовых углов понадобятся на шаге вычисления долготы.

### Потеореме косинусов
- Угловое расстояние между светилами, {\displaystyle D_{12}}:

{\displaystyle \cos(D_{12})=\sin(\delta _{1})\cdot \sin(\delta _{2})+\cos(\delta _{1})\cdot \cos(\delta _{2})\cdot \cos(\Delta t)}
- Постоянная часть параллактического угла, {\displaystyle q_{1}}, при первом светиле:

{\displaystyle \cos(q_{1})={\frac {\sin(\delta _{2})-\sin(\delta _{1})\cdot \cos(D_{12})}{\cos(\delta _{1})\cdot \sin(D_{12})}}={\frac {\sin(\delta _{2})}{\cos(\delta _{1})\cdot \sin(D_{12})}}-{\frac {\tan(\delta _{1})}{\tan(D_{12})}}}
- Переменная часть параллактического угла, {\displaystyle \Delta q_{1}}, от первого светила к наблюдателю:

{\displaystyle \cos(\Delta q_{1})={\frac {\sin(h_{o2})-\sin(h_{o1})\cdot \cos(D_{12})}{\cos(h_{o1})\cdot \sin(D_{12})}}={\frac {\sin(h_{o2})}{\cos(h_{o1})\cdot \sin(D_{12})}}-{\frac {\tan(h_{o1})}{\tan(D_{12})}}}
Наблюдатель может находиться в одной из двух точек, {\displaystyle Fix_{1}} или {\displaystyle Fix_{2}}, расположенных симметрично относительно дуги {\displaystyle D_{12}}, действительное значение паралактического угла может быть суммой или разностью углов {\displaystyle q_{1}} и {\displaystyle \Delta q_{1}}.
- Широта первого пересечения, {\displaystyle \varphi _{(q_{1}+\Delta q_{1})}}:

{\displaystyle \sin(\varphi _{(q_{1}+\Delta q_{1})})=\sin(\delta _{1})\cdot \sin(h_{o1})+\cos(\delta _{1})\cdot \cos(h_{o1})\cdot \cos(q_{1}+\Delta q_{1})}
- Широта второго пересечения, {\displaystyle \varphi _{(q_{1}-\Delta q_{1})}}:

{\displaystyle \sin(\varphi _{(q_{1}-\Delta q_{1})})=\sin(\delta _{1})\cdot \sin(h_{o1})+\cos(\delta _{1})\cdot \cos(h_{o1})\cdot \cos(q_{1}-\Delta q_{1})}
На основании приблизительной оценки текущего местоположения наблюдателя производится выбор значения широты, {\displaystyle \varphi _{o}}, ближайшего к ожидаемому. Дальнейшие вычисления производятся с ним.
Знак угла {\displaystyle \Delta q_{1}} можно определить и без попытки вычисления обоих значений широты. Достаточно свериться с видом треугольника {\displaystyle P\sigma _{1}\sigma _{2}}: если счислимое место и повышенный полюс мира находятся по одну сторону дуги {\displaystyle D_{12}}, величину {\displaystyle \Delta q_{1}} следует брать со знаком минус, если счислимое место и полюс мира находятся по разные стороны, — величину {\displaystyle \Delta q_{1}} следует брать со знаком плюс.
- Основное значение местного часового угла, {\displaystyle t_{1}}, первого светила для широты {\displaystyle \varphi _{o}}:

{\displaystyle \cos(t_{1})={\frac {\sin(h_{o1})-\sin(\delta _{1})\cdot \sin(\varphi _{o})}{\cos(\delta _{1})\cdot \cos(\varphi _{o})}}={\frac {\sin(h_{o1})}{\cos(\delta _{1})\cdot \cos(\varphi _{o})}}-\tan(\delta _{1})\cdot \tan(\varphi _{o})}
Так как функция {\displaystyle \arccos(x)} всегда возвращает значения углов в диапазоне {\displaystyle 0^{\circ }...180^{\circ }}, действительная величина местного часового угла, {\displaystyle t_{m1_{i}}}, определяется положением светила относительно меридиана наблюдателя: если оно западнее, то {\displaystyle t_{m1_{I}}=t_{1}}, если восточнее, то {\displaystyle t_{m1_{II}}=360^{\circ }-t_{1}}.
В случае близости светила к меридиану наблюдателя — уверенно определить восточный у него азимут или западный бывает сложно, особенно для светил, расположенных около зенита. Для выбора действительного значения часового угла следует вычислить высоту второго светила, ожидаемую при обоих возможных значениях {\displaystyle t_{m1_{i}}}, и сравнить с наблюдённой величиной {\displaystyle h_{o2}}.
{\displaystyle t_{m2_{I}}=\underbrace {(t_{m1_{I}}-t_{G1})} _{\lambda _{o_{I}}}+t_{G2}} — местный часовой угол второго светила при основном значении функции {\displaystyle \arccos(\cos(t_{1}))}
{\displaystyle t_{m2_{II}}=\underbrace {(t_{m1_{II}}-t_{G1})} _{\lambda _{o_{II}}}+t_{G2}} — местный часовой угол второго светила при втором возможном значении входной величины
{\displaystyle \sin(h_{c2_{I}})=\sin(\varphi _{o})\cdot \sin(\delta _{2})+\cos(\varphi _{o})\cdot \cos(\delta _{2})\cdot \cos(t_{m2_{I}})} — вычисленная высота второго светила для места {\displaystyle (\varphi _{o};\lambda _{o_{I}})}
{\displaystyle \sin(h_{c2_{II}})=\sin(\varphi _{o})\cdot \sin(\delta _{2})+\cos(\varphi _{o})\cdot \cos(\delta _{2})\cdot \cos(t_{m2_{II}})} — вычисленная высота второго светила для места {\displaystyle (\varphi _{o};\lambda _{o_{II}})}
Вычисление долготы производится с тем значением часового угла, {\displaystyle t_{m1_{i}}}, первого светила, при котором вычисленная, {\displaystyle h_{c2_{i}}}, и наблюдённая, {\displaystyle h_{o2}}, высота второго светила согласуются.
- Долгота выбранного пересечения кругов равных высот, {\displaystyle \lambda _{o}}:

{\displaystyle \lambda _{o}=t_{m1_{i}}-t_{G1}}
Географические координаты {\displaystyle \varphi _{o}} и {\displaystyle \lambda _{o}} местоположения наблюдателя на момент времени {\displaystyle UT_{o}} определены.

#### Решение неоднозначности
Если для обсервации были доступны только два светила, например, Солнце и Луна, и устранить неоднозначность выбора координат обсервацией третьего светила невозможно, а счислимое место неизвестно даже приблизительно, надлежит вычислить азимуты одного из светил для обоих пересечений и сравнить их с наблюдёнными значениями.
- Азимут светила, {\displaystyle A}:

{\displaystyle \cos(A)={\frac {\sin(\delta )-\sin(h)\cdot \sin(\varphi _{i})}{\cos(h)\cdot \cos(\varphi _{i})}}={\frac {\sin(\delta )}{\cos(h)\cdot \cos(\varphi _{i})}}-\tan(h)\cdot \tan(\varphi _{i})}
Для выбора правильного значения широты (и, в дальнейшем, — долготы), достаточно иметь оценку азимута наблюдённого светила с допуском ±10°.

### С помощьюгаверсинусов
Координаты точек пересечений, по тем же исходным данным, можно вычислить с помощью единственной тригонометрической функции — гаверсинус угла, {\displaystyle \operatorname {hav} (\theta )}. Для получения точности координат в одну угловую минуту пригодна 4-значная таблица натуральных значений гаверсинусов, что позволяет произвести расчёты без применения электронных калькуляторов или таблиц логарифмов значений нескольких тригонометрических функций.
- Вспомогательные величины {\displaystyle F} и {\displaystyle G}:

{\displaystyle F=\operatorname {hav} (\delta _{2}-\delta _{1})}
{\displaystyle G=\operatorname {hav} (\delta _{2}+\delta _{1})}
- Угловое расстояние между светилами, {\displaystyle D_{12}}:

{\displaystyle \operatorname {hav} (D_{12})=F+(1-F-G)\cdot \operatorname {hav} (\Delta t)}
- Угол, дополнительный к {\displaystyle D_{12}}:

{\displaystyle D^{*}=90^{\circ }-D_{12}}
- Зенитное расстояние, {\displaystyle z_{1}}, первого светила; зенитное расстояние, {\displaystyle z_{2}}, и полярное расстояние, {\displaystyle p_{2}}, второго светила:

{\displaystyle z_{1}=90^{\circ }-h_{o1}}
{\displaystyle z_{2}=90^{\circ }-h_{o2}}
{\displaystyle p_{2}=90^{\circ }-\delta _{2}}
Полярное расстояние всегда отсчитывается от северного полюса мира.
- Вспомогательные величины {\displaystyle J}, {\displaystyle K}, {\displaystyle L}, {\displaystyle P}, {\displaystyle R} и {\displaystyle S}:

{\displaystyle J=\operatorname {hav} (h_{o1}-D^{*})}
{\displaystyle K=\operatorname {hav} (h_{o1}+D^{*})}
{\displaystyle L=\operatorname {hav} (\delta _{1}-D^{*})}
{\displaystyle P=\operatorname {hav} (\delta _{1}+D^{*})}
{\displaystyle R=\operatorname {hav} (\delta _{1}-h_{o1})}
{\displaystyle S=\operatorname {hav} (\delta _{1}+h_{o1})}
- Вспомогательный угол {\displaystyle \alpha }:

{\displaystyle \operatorname {hav} (\alpha )={\frac {\operatorname {hav} (z_{2})-J}{1-K-J}}}
- Вспомогательный угол {\displaystyle (\alpha +\beta )}:

{\displaystyle \operatorname {hav} (\alpha +\beta )={\frac {\operatorname {hav} (p_{2})-L}{1-P-L}}}
- Вспомогательный угол {\displaystyle \beta _{I}}, относящийся к первой точке пересечения кругов равной высоты:

{\displaystyle \beta _{I}=(\alpha +\beta )-\alpha }
- Угол, дополнительный к широте, {\displaystyle \phi _{I}^{*}}, и широта первой точки пересечения, {\displaystyle \varphi _{I}}:

{\displaystyle \operatorname {hav} (\phi _{I}^{*})=R+(1-R-S)\cdot \operatorname {hav} (\beta _{I})}
{\displaystyle \varphi _{I}=90^{\circ }-\phi _{I}^{*}}
Если полученное значение широты не согласуется с приближённой оценкой текущего местоположения наблюдателя, вычисляется широта второй точки пересечения кругов равной высоты:
{\displaystyle \beta _{II}=(360^{\circ }-(\alpha +\beta ))-\alpha }
{\displaystyle \operatorname {hav} (\phi _{II}^{*})=R+(1-R-S)\cdot \operatorname {hav} (\beta _{II})}
{\displaystyle \varphi _{II}=90^{\circ }-\phi _{II}^{*}}
Дальнейшие вычисления производятся с выбранным значением {\displaystyle \varphi _{o}}.
- Вспомогательные величины {\displaystyle U} и {\displaystyle V}:

{\displaystyle U=\operatorname {hav} (\delta _{1}-\varphi _{o})}
{\displaystyle V=\operatorname {hav} (\delta _{1}+\varphi _{o})}
- Основное значение местного часового угла, {\displaystyle t_{1}}, первого светила, для широты {\displaystyle \varphi _{o}}:

{\displaystyle \operatorname {hav} (t_{1})={\frac {\operatorname {hav} (z_{1})-U}{1-V-U}}}
Так как функция {\displaystyle \operatorname {archav} (x)} всегда возвращает значения углов в диапазоне {\displaystyle 0^{\circ }...180^{\circ }}, действительная величина местного часового угла, {\displaystyle t_{m1_{i}}}, определяется положением светила относительно меридиана наблюдателя: если оно западнее, то {\displaystyle t_{m1_{I}}=t_{1}}, если восточнее, то {\displaystyle t_{m1_{II}}=360^{\circ }-t_{1}}.
В случае близости светила к меридиану наблюдателя — уверенно определить восточный у него азимут или западный бывает сложно, особенно для светил, расположенных около зенита. Для выбора значения часового угла следует вычислить высоту второго светила, ожидаемую при обоих возможных значениях, и сравнить с наблюдённой величиной {\displaystyle h_{o2}}.
{\displaystyle t_{m2_{I}}=\underbrace {(t_{m1_{I}}-t_{G1})} _{\lambda _{o_{I}}}+t_{G2}} — местный часовой угол второго светила при основном значении функции {\displaystyle \operatorname {archav} (\operatorname {hav} (t_{1}))}
{\displaystyle t_{m2_{II}}=\underbrace {(t_{m1_{II}}-t_{G1})} _{\lambda _{o_{II}}}+t_{G2}} — местный часовой угол второго светила при втором возможном значении входной величины
{\displaystyle M=\operatorname {hav} (\delta _{2}-\varphi _{o})}
{\displaystyle N=\operatorname {hav} (\delta _{2}+\varphi _{o})}
{\displaystyle \operatorname {hav} (z_{c2_{I}})=M+(1-M-N)\cdot \operatorname {hav} (t_{m2_{I}})}
{\displaystyle \operatorname {hav} (z_{c2_{II}})=M+(1-M-N)\cdot \operatorname {hav} (t_{m2_{II}})}
Дуга {\displaystyle z_{c2_{i}}} — зенитное расстояние второго светила, вычисленное для места {\displaystyle (\varphi _{o};\lambda _{o_{i}})}.
{\displaystyle h_{c2_{i}}=90^{\circ }-z_{c2_{i}}} — вычисленная высота второго светила.
Вычисление долготы производится с тем значением часового угла, {\displaystyle t_{m1_{i}}}, первого светила, при котором вычисленная, {\displaystyle h_{c2_{i}}}, и наблюдённая, {\displaystyle h_{o2}}, высота второго светила согласуются.
- Долгота точки пересечения, {\displaystyle \lambda _{o}}:

{\displaystyle \lambda _{o}=t_{m1_{i}}-t_{G1}}
Географические координаты {\displaystyle \varphi _{o}} и {\displaystyle \lambda _{o}} местоположения наблюдателя на момент времени {\displaystyle UT_{o}} определены.

#### Решение неоднозначности
Если для обсервации были доступны только два светила, например, Солнце и Луна, и устранить неоднозначность выбора координат обсервацией третьего светила невозможно, а счислимое место неизвестно даже приблизительно, надлежит вычислить азимуты одного из светил для обоих пересечений и сравнить их с наблюдёнными значениями.
- Угловое расстояние светила от повышенного полюса, {\displaystyle ePD}:

{\displaystyle ePD={\begin{cases}90^{\circ }-\vert \delta \vert &\quad \delta {\text{ и }}\varphi _{i}{\text{ одноимённые (оба северного или оба южного полушария)}}\\90^{\circ }+\vert \delta \vert &\quad \delta {\text{ и }}\varphi _{i}{\text{ разноимённые}}\end{cases}}}
- Азимут светила, {\displaystyle A}:

{\displaystyle \operatorname {hav} (A)={\frac {\operatorname {hav} (ePD)-\operatorname {hav} (\vert \varphi _{i}\vert -h)}{1-\operatorname {hav} (\vert \varphi _{i}\vert -h)-\operatorname {hav} (\vert \varphi _{i}\vert +h)}}}
Для выбора правильного значения широты (и, в дальнейшем, — долготы), достаточно иметь оценку азимута наблюдённого светила с допуском ±10°.